# Eosimias
Eosimias is een geslacht van uitgestorven zoogdieren en een van de meest oorspronkelijke vertegenwoordigers van de apen (Anthropoidea), voor het eerst ontdekt en geïdentificeerd in 1999 uit fossielen, verzameld in de Shanghuang-spleetvullingen van de zuidelijke provincie Jiangsu, China. Het is tot nu toe alleen bekend van verschillende vondsten van kaakdelen en enkele delen van ledematen, die afkomstig zijn uit het Midden-Eoceen van China.
Het geslacht maakt deel uit van de familie Eosimiidae en omvat drie bekende soorten: Eosimias sinensis, Eosimias centennicus en Eosimias dawsonae. Een mogelijke vierde soort komt uit Myanmar, maar de toewijzing van deze soort aan Eosimias is slechts voorlopig.

## Classificatie en soorten
Eosimias is de gelijknamige vertegenwoordiger van de familie Eosimiidae. Andere vertegenwoordigers van deze groep zijn Bahinia, Phenacopithecus en Philesomias. Hoewel de Eosimiidae door de meest recente studies worden beschouwd als de meest oorspronkelijke groep apen (Anthropoidea), merken kritische stemmen op dat de enige zeer fragmentarische fossielen niet voldoende zouden zijn om de relaties van de groep met zekerheid te kunnen beoordelen. Goed bewaard gebleven schedels zijn bijvoorbeeld nodig om de classificatie bij de apen te bevestigen.
Tot nu toe zijn vier soorten toegewezen aan het geslacht Eosimias. Naast de typesoort Eosimias sinensis (Beard et alii 1994) zijn dit Eosimias centennicus (Beard et alii 1996), Eosimias dawsonae (Beard en Wang 2004) en Eosimias paukkaungensis (Takai et alii 2005). Christopher Beard en Jingwen Wang (2004) merken echter op dat de toewijzing van deze soort aan Eosimias onderhevig is aan enige onzekerheid vanwege het zeer onvolledige fossielenbestand. Het is mogelijk dat toekomstige studies sommige van de soorten aan andere geslachten zullen toeschrijven. De soort Eosimias paukkaungensis lijkt bijzonder problematisch. Het is alleen bekend van een kaak die in Myanmar is ontdekt, met alleen de derde kies overgebleven van de tanden - de toewijzing aan het geslacht Eosimias is daarom alleen voorlopig.

## Soorten

### Eosimias sinensis
Eosimias sinensis (Chinees: 中华 曙 猿, letterlijk 'dageraad-aap uit China') werd voor het eerst ontdekt in China in 1992 door Christopher Beard. Het werd gevonden in een berg in de buurt van Liyang, provincie Jiangsu, China. Aangenomen wordt dat de soort 45 miljoen jaar geleden leefde in het Eoceen. E. sinensis was klein, zo klein als de kleinste huidige aap, het dwergzijdeaapje (Callithrix (Cebuella) pygmaea) van Zuid-Amerika en paste in de handpalm van een mens. Zijn tanden worden als primitiever beschouwd dan die van vroege hogere primaten die bekend zijn uit Afrika, waaronder Algeripithecus. Vanwege zijn zeer primitieve aard beschouwen sommige paleontologen E. sinensis als bewijs dat hogere primaten mogelijk in Azië zijn ontstaan in plaats van in Afrika.
Christopher Beard was het hoofdlid van het team dat Eosimias sinensis in 1994 ontdekte. Beard vond een rechteronderkaak, gecatalogiseerd als IVPP V10591, die P4 – M2 en wortels of alveoli voor C1, P2-3 en M3 bewaarde. Hoewel het primitieve kenmerken vertoont, zoals een kleine lichaamsgrootte (gemiddelde schattingen variëren van 67 - 137 gram) en een niet-gefuseerde mandibulaire symfyse, lijkt het een primitieve aapachtige te zijn op basis van zijn tandkenmerken, waaronder een lagere tandformule van 2.1.3.3. Eosimias sinesis heeft snijtanden die verticaal en spadevormig zijn. Deze wezens zijn vooral bekend van de onderkaken en tanden. Door het ontbreken van schedelresten kan men niet aangeven of Eosimias overdag of 's nachts actief was.

### Eosimias centennicus
Eosimias centennicus werd in 1995 gevonden tijdens veldwerk in het Yuanqu-bekken van de zuidelijke provincie Shanxi in China. Onder de gevonden fossielen bevindt zich het eerste volledige ondergebit van Eosimias, gecatalogiseerd als IVPP V11000. Alle anatomische informatie afkomstig van deze fossielen bevestigt de antropoïde-achtige eigenschappen gevonden in E. sinensis. Biostratigrafisch bewijs suggereert ook dat deze fossielen jonger zijn dan E. sinensis, wat consistent is met de anatomie van eosiimiden, omdat het gebit van E. centennicus iets meer is ontwikkeld dan dat van E. sinensis. Deze soort bleek ook een zeer kleine primaat te zijn, met gemiddelde schattingen van de lichaamsgewicht variërend van 91 tot 179 gram. E. sinesis werd oorspronkelijk beschreven op basis van fragmentarische fossielen, maar met de ontdekking van E. centennicus en een volledig ondergebit, kan Eosimias definitief worden omschreven als een vroege antropoïde.

### Eosimias dawsonae
Eosimias dawsonae werd door Christopher Beard in 1995 gevonden. Het wordt gecategoriseerd door het type-exemplaar IVPP V11999, dat een linker dentaal fragment en wortels van de alveoli omvat. Analyse van deze overblijfselen heeft geleid tot de conclusie dat het de grootste van de bekende soorten Eosimias was, met een lichaamsgewicht variërend van 107 tot 276 gram. Stratigrafisch bewijs toont ook aan dat E. dawsonae ouder is dan E. centennicus.

### Eosimias paukkaungensis
Een expeditieteam ontdekte in 1999 bewijs van een nieuwe, kleine eosimiïde uit Myanmar. Het nieuwe exemplaar, vertegenwoordigd door een rechterhielbeen en gecatalogiseerd als NMMP 23, werd gevonden in bezinksels in de Pondaung-formatie. Dit exemplaar is morfologisch vergelijkbaar met de Eosimia's, ontdekt in de regio Shanghuang van China. De beste schatting voor NMMP 23 omvat een algemeen gemiddeld gewicht van ongeveer 111 gram, wat het in het bovenste uiteinde van ontdekte Eosimias-fossielen plaatst. De aanwezigheid van eosimiid in Myanmar, evenals een hoge soortendiversiteit in China, leidt tot een duidelijke conclusie dat ze een relatief brede verspreiding hadden.
Een nieuwe soort eosimiïde primaat, Eosimias paukkaungensis uit het laatste middelste Eoceen van Pondaung, centraal Myanmar, werd begin 2000 ontdekt. Het specimen bestaat uit linker en rechter mandibulaire fragmenten die alleen de M3 bewaren, zodat de generieke status voorlopig is. Het fossiel van E. paukkaungensis is veel groter dan overeenkomende elementen van de twee Eosimias-soorten uit China.